# Liste vom Aussterben bedrohter Arten im mittleren Westatlantik
In der Liste vom Aussterben bedrohter Arten im mittleren Westatlantik (FAO-Fanggebiet 31) sollen die von der IUCN in der Roten Liste gefährdeter Arten als „vom Aussterben bedroht“ (Critically Endangered) eingestuften Tier- und Pflanzenarten dargestellt werden. Quelle ist die Rote Liste gefährdeter Arten der IUCN mit Stand vom 23. Dezember 2021.
| Artname                                                    | Lateinischer Name        | Bild |
| ---------------------------------------------------------- | ------------------------ | ---- |
| Steinkoralle                                               | Acropora cervicornis     |      |
| Elchgeweihkoralle                                          | Acropora palmata         |      |
| Europäischer Aal                                           | Anguilla anguilla        |      |
| Ruderfußkrebs                                              | Antrisocopia prehensilis |      |
| Weißspitzen-Hochseehai, Hochsee-Weißflossenhai             | Carcharhinus longimanus  |      |
| Atlantischer Zwerghai                                      | Carcharhinus porosus     |      |
| Sandtigerhai, Sandtiger, Grauer Sandhai, Schnauzenhai      | Carcharias taurus        |      |
| Rundnasen-Grenadier                                        | Coryphaenoides rupestris |      |
| Zackenbarsch                                               | Epinephelus drummondhayi |      |
| Riesenzackenbarsch                                         | Epinephelus itajara      |      |
| Echte Karettschildkröte                                    | Eretmochelys imbricata   |      |
| Atlantischer Nordkaper                                     | Eubalaena glacialis      |      |
| Stechrochen                                                | Fontitrygon geijskesi    |      |
| Hamletbarsch                                               | Hypoplectrus liberte     |      |
| Zackenbarsch                                               | Hyporthodus nigritus     |      |
| Dolchnasenhai                                              | Isogomphodon oxyrhynchus |      |
| Atlantik-Bastardschildkröte, Karibische Bastardschildkröte | Lepidochelys kempii      |      |
| Eingeweidefisch                                            | Lucifuga simile          |      |
| Vielborster                                                | Mesonerilla prospera     |      |
| Ranzenkrebs                                                | Mictocaris halope        |      |
| Zitterrochen                                               | Narcine bancroftii       |      |
| Schmalzahn-Sägerochen                                      | Pristis pectinata        |      |
| Gewöhnlicher Sägefisch                                     | Pristis pristis          |      |
| Bogenstirn-Hammerhai, Gekerbter Hammerhai                  | Sphyrna lewini           |      |
| Löffelkopf-Hammerhai                                       | Sphyrna media            |      |
| Großer Hammerhai                                           | Sphyrna mokarran         |      |
| Kleinaugen-Hammerhai                                       | Sphyrna tudes            |      |
| Wechselzähnige Muschel                                     | Thyasira southwardae     |      |
| Amerikanischer Rundstechrochen                             | Urotrygon microphthalmum |      |